# Carnaval des cultures

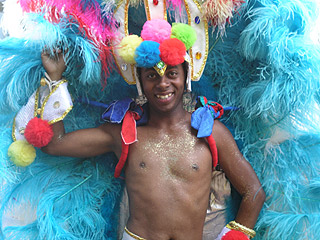
Un danseur au carnaval de 2004.

Le carnaval des cultures (Karneval der Kulturen) est un carnaval multiethnique fêté tous les ans depuis 1994 pendant le week-end de la pentecôte à Berlin-Kreuzberg en Allemagne. Il est composé d'un marché qui entoure les cimetières de Mehringdamm depuis la porte de Halle jusqu'à la place devant l'église Sainte-Croix, d'un défilé constitué de chars qui circule le dimanche d'Hermannplatz jusqu'à la Yorckstraße et de différentes représentations théâtrales et musicales et autres festivités. L'accent est mis sur la diversité culturelle avec des troupes de danseurs venant des cinq continents. Il est organisé par l'Atelier des cultures (Werkstatt der Kulturen) sur le modèle du carnaval de Notting Hill à Londres ou des Zomercarnavals de Courtrai et Rotterdam.